# Batalla de Berdiansk
|  | Aquest article es refereix a esdeveniments derivats de la Invasió russa d'Ucraïna del 2022. |

La batalla de Berdiansk va ser un enfrontament militar que va començar el 27 de febrer de 2022, durant la invasió russa d'Ucraïna de 2022, com a part de l'ofensiva de Kherson que es va iniciar des de Crimea i s'estén per tota la part meridional del país.

## Cronologia
Després que les forces russes s'imposaren a la batalla de Melitopol, es van traslladar a l'est cap a Berdiansk i al nord-est cap a Tokmak, que van posar sota setge.
El dia 26, les tropes invasores van capturar l'aeroport de Berdiansk, i començaren a encerclar la ciutat. No obstant això, moltes de les tropes russes no van dirigir-se cap al nucli urbà i, en canvi, enfilaren cap a Mariupol per participar a l'encerclament d'aquella ciutat.
El 27 a les 18:00 (UTC+2), es va informar que soldats russos havien entrat a la ciutat de Berdiansk. A les 22:00 (UTC+2), s'havien fet amb el control de tots els edificis adminstratius. Sistemes de míssils Buk russos van ser vistos pels volts de Berdiansk, i una columna de tancs va entrar a la ciutat.
El 28 de febrer, l'Administració de la província de Zaporíjia confirmà que els russos s'havien fet amb el control de la vila, s'havia desmantel·lat la polícia, i l'ajuntament rebutjava col·laborar amb els ocupants. El ministeri de Defensa rus confirmà l'ocupació. Durant l'operació, va morir una persona i una altra resultà ferida.
El 28 de febrer les forces russes abandonaren la ciutat i posaren rumb a Mariúpol, per a unir-se a l'ofensiva oriental. Tanmateix, una unitat de la policia militar russa romangué en la ciutat.
També es va informar que Rússia havia capturat huit vaixells de guerra ucraïnesos després de la batalla; un vaixell de desembarcament de classe Polnocny, una nau de desembarcament de classe Ondatra, una corbeta de classe Grisha, un vaixell de míssils de classe Matka, dos vaixells d'artilleria de classe Gyurza-M, una patrullera de classe Zhuk, un buscamines de classe Yevgenya i un remolcador de classe Sorum.

## Atac al port de Berdiansk
L'atac va tenir lloc a les 7:45 del 24 de març. El foc a bord del vaixell de desembarcament de la classe Alligator Saratov va causar una gran explosió, ja que el vaixell estava carregat de munició. Rússia va informar que el vaixell s'havia enfonsat després d'un incendi i explosions, però no va esmentar l'atac ucraïnès. L'explosió va causar danys a dos vaixells de desembarcament de classe Ropucha propers, el Caesar Kunikov, i el Novocherkassk. Tots dos vaixells van escapar del port mentre lluitaven contra els seus propis incendis, i més tard van tornar a Crimea. Altres danys van incloure grans tancs de petroli al moll i un vaixell mercant proper que havia estat amarrat allà des d'abans de la invasió, els quals encara cremaven l'endemà.
Els oficials ucraïnesos van afirmar que l'atac es va dur a terme amb un míssil balístic tàctic OTR-21 Totxka.